# William Berntsen
William Eldred Berntsen (25 de marzo de 1912-14 de septiembre de 1994) fue un deportista danés que compitió en vela en las clases Dragon y 5.5 Metre. Fue hermano del también regatista Ole Berntsen.
Participó en cinco Juegos Olímpicos de Verano entre los años 1948 y 1968, obteniendo dos medallas, bronce en Londres 1948 (Dragon) y plata en Helsinki 1952 (5.5 Metre).

## Palmarés internacional
| Juegos Olímpicos | Juegos Olímpicos      | Juegos Olímpicos  | Juegos Olímpicos |
| Año              | Lugar                 | Medalla           | Clase            |
| ---------------- | --------------------- | ----------------- | ---------------- |
| 1948             | Londres (Reino Unido) | Medalla de bronce | Dragon           |

| Juegos Olímpicos | Juegos Olímpicos | Juegos Olímpicos | Juegos Olímpicos |
| Año              | Lugar            | Medalla          | Clase            |
| ---------------- | ---------------- | ---------------- | ---------------- |
| 1960             | Roma (Italia)    | Medalla de plata | 5.5 Metre        |